# متیل‌پیرولیدون
متیل‌پیرولیدون (به انگلیسی: Methylpyrrolidone) یک ترکیب شیمیایی با شناسه پاب‌کم ۱۳۳۸۷ است. 